# Олівія Патриція Томас
Олівія Патриція Томас (англ. Olivia Patricia Thomas, до шлюбу Тревільян; 29 червня 1895, Молін, Айова, США — 16 листопада 2009, Баффало, Нью-Йорк, США) — повністю верифікована американська супердовгожителька, вік якої було підтверджено Групою геронтологічних досліджень (GRG). На момент своєї смерті була другою найстарішою нині живою людиною в США, найстарішою людиною, яка народилася в Сполучених Штатах, і третьою найстарішою живою людиною у світі. Вона також була найстарішою людиною, яка народилася в штаті Айова, доки її вік не перевершила супердовгожителька Нева Морріс. На момент смерті її вік складав 114 років і 140 днів..

## Життєпис
Олівія Патриція Тревільян народилася 29 червня 1895 року у Моліні, штат Айова, США. Вона одружилася з Фредеріком Томасом у 1923 році. Пара переїхала в місто Снайдер, що недалеко від Баффало, штат Нью-Йорк у 1946 році, коли її чоловік почав викладати інженерію в Університеті штату Нью-Йорк у Баффало. Дітей не мали. Її чоловік помер у 1982 році. Вона була затятою садівницею. Сусіди називали Олівію «леді рослин».
Томас переїхала в будинок для літніх людей у 2004 році. Там вона займалася музикою і фізичними вправами. Вона була достатньо сильною, щоб пересуватися самостійно в інвалідному візку.
Олівія Патриція Томас померла 16 листопада 2009 року у віці 114 років і 140 днів.